# Jędrzej Grobelny
Jędrzej Grobelny (* 28. Juni 2001 in Posen) ist ein polnischer Fußballspieler, der als Torwart für Warta Posen spielt.

## Karriere

### Vereine
Grobelny begann seine Jugendkarriere bei Warta Posen und wechselte später zu Pogoń Stettin II, wo er von 2017 bis 2021 spielte. In der Saison 2020/21 wurde er an Miedź Legnica ausgeliehen, sowohl an die erste als auch an die zweite Mannschaft. Im Jahr 2021 kehrte er zu seinem Jugendverein Warta Posen zurück und unterschrieb einen Dreijahresvertrag. Dort dient er als Backup für den Stammtorhüter Adrian Lis.
Sein Debüt für Warta machte er am 5. März 2022 gegen Bruk-Bet Termalica Nieciecza in der Ekstraklasa.

## Nationalmannschaft
Grobelny spielte in der polnischen U16, U17- und U19-Nationalmannschaft. Sein Debüt für die U16 Polens machte er am 5. August 2017 gegen die U16 Schwedens. Das Spiel verlor Polen mit 0:2.